# Baishan-Talsperre
Die Baishan-Talsperre (chinesisch 白山水库 (桦甸), übersetzt: „Talsperre bei den Weißen Bergen“) ist eine Talsperre mit einer Bogengewichtsmauer an einem Nebenfluss (Zweiter Songhua Jiang) des Songhua Jiang bei Huadian in der Provinz Jilin in der Volksrepublik China. Der Zweck der Talsperre ist Stromerzeugung aus Wasserkraft und Hochwasserschutz. Die Talsperre versorgt fünf Turbinen und Generatoren in zwei Krafthäusern mit einer installierten Leistung von 1500 MW. Außerdem kann sie auch einen Hochwasserabfluss von 19.100 m³/s bewältigen. Zusätzlich ist es möglich, sie als Pumpspeicherkraftwerk mit 300 MW zu nutzen.

## Bau
Der Bau der Talsperre begann im Mai 1975, das Reservoir begann sich am 16. September 1982 zu füllen und Ende 1984 waren die ersten drei Generatoren betriebsbereit (Phase I). Weitere zwei Generatoren der zweiten Phase des Projekts gingen 1992 in Betrieb. Da der Stausee ein Gebiet von 17,67 km² flutete, mussten etwa 10.300 Menschen umgesiedelt werden.
Im März 2000 wurde eine Machbarkeitsstudie zu einem Pumpspeicherwerk angefertigt. Im August 2002 begann der Bau zweier 150 MW-Pumpturbinen, die im Juli 2006 betriebsbereit waren.

## Bauwerke
Die Baishan-Staumauer ist eine 149,5 m hohe und 677,5 m lange Bogengewichtsstaumauer aus 1.663.000 m³ Beton. Sie staut einen 6500 Mio. m³ großen Stausee auf, von dem 3540 Mio. m³ als Nutzraum eingeordnet werden und 950 Mio. m³ Hochwasserschutzraum. Die Hochwasserentlastung besteht aus vier 12 m × 13 m großen Überläufen und drei 6 m × 7 m Ausflussöffnungen auf mittlerer Höhe. Alle Durchlässe können zusammen eine planmäßige Bemessungswassermenge von 19.100 m³/s abführen, beziehungsweise im zweiten Bemessungsfall 26.200 m³/s und maximal sogar 32.200 m³/s.
Das Kraftwerk besteht aus drei Krafthäusern. Das zuerst gebaute befindet sich in einer Kaverne. Es enthält 3 × 300 MW-Francis-Turbinen und -Generatoren. Das zweite Kraftwerk steht am linken Flussufer etwas unterhalb und ist mit 2 × 300-MW-Turbinen und -Generatoren ausgestattet. Der dritte Teil des Wasserkraftwerks besteht aus den 2 × 150 MW-Pumpturbinen. Der Baishan-Stausee dient als Oberbecken und der Stausee der Hongshi-Talsperre weiter flussabwärts als Unterbecken.
Die hydraulische Fallhöhe beträgt 110 m. Pro Jahr werden durchschnittlich 2040 GWh Energie erzeugt.
Die Talsperre ist nach den Baekdu-Bergen (Weiße Berge) benannt und steht nahe der Stadt Baishan.